# 크리스토프 크라머
크리스토프 크라머(독일어: Christoph Kramer, 1991년 2월 19일~)는 독일의 축구 선수로 포지션은 수비형 미드필더이다. 현재 분데스리가의 묀헨글라트바흐 소속으로 활동하고 있다.
또한 국제 대회에 독일 축구 국가대표팀의 일원으로 참가했으며 2014년 FIFA 월드컵에서 우승했다.

## 구단 경력

### 레버쿠젠
크라머는 1995년, 지역 구단인 그레프라트에 합류하였으나, 9살때 레버쿠젠이 그를 낚아챘다. 그러나, 크라머는 15살이었던 2006년에 상대적으로 왜소한 체구로 인해 레버쿠젠 유소년 팀에서 쫓겨났다. 뒤셀도르프의 유소년팀에서 2년을 보낸 크라머는 2008년에 레버쿠젠으로 복귀하였고, 2010년에는 첫 성인 계약을 체결하였으며, 2010-11 시즌 때에는 레버쿠젠 II로 승격되었다. 2011년, 그는 1군 명단에 이름을 올린 직후인 2011-12 시즌에 2. 분데스리가의 보훔으로 임대되었다.

#### 보훔 임대
2011년 7월 18일, 크라머는 0-2로 패한 뒤셀도르프와의 경기에서 후반전에 안드레아스 요한손과 교체 투입되어 보훔 소속으로 2. 분데스리가 데뷔전을 치르었다. 2012년 2월 25일, 그는 클럽의 1호골로 2-6으로 패한 그로이터 퓌르트전에서 만회골을 득점하였다. 2. 분데스리가 2012-13 시즌에 크라머는 852번의 태클에 관여되었는데, 이는 리그 최다이며, 이 중 50%를 성공시켰다. 이 과정에서, 그는 73번의 파울을 범하였으나, 고작 8장의 옐로 카드만을 수집하였다. 보훔과의 2부 리그 두 시즌 동안, 크라머는 61번의 리그 경기에 출전하여 4골을 득점하였다. 보훔에서 두 시즌을 머문 후, 그는 레비어파워슈타디온의 시즌권 보유자가 되었다.

#### 묀헨글라트바흐 임대
2부 리그 보훔에서의 두 시즌 후, 크라머는 2013년 7월에 묀헨글라트바흐와 2년 임대 계약을 체결하며 합류하였다. 2013년 8월 9일, 그는 1-3으로 패한 디펜딩 챔피언 바이에른 뮌헨과의 경기에서 글라트바흐의 선발 미드필더로 출전하며 분데스리가 첫 출전을 하였다. 그는 이어지는 몇 경기 후 글라트바흐에서의 첫 골을 득점하였는데, 그는 3-0으로 이긴 하노버 96전에서 팀의 2번째 득점을 성공시켰다. 2014년 5월 3일, 크라머는 3-1로 이긴 마인츠 05와의 경기에서 팀의 3번째 골을 적중시키며, 팀의 다음 시즌 유로파리그 진출권을 가져다 주었다. 시즌 최종전에서 크라머는 글라트바흐에서의 3호골을 득점하였으나, 팀은 볼프스부르크에 1-3으로 완패하였고, 글라트바흐는 볼프스부르크 바로 뒷 순위인 6위로 리그를 마감하였다.

## 국가대표팀 경력
분데스리가 데뷔 시즌을 성공적으로 보낸 후, 크라머는 2014년 5월 13일에 함부르크에서 가질 이웃나라 폴란드와의 경기를 앞두고 독일 국가대표팀에 발탁되었다. 크라머는 득점 없이 비긴 이 경기에서 90분 풀타임을 소화하며 성인 국가대표팀 데뷔전을 치르었다. 그는 이어지는 카메룬과의 6월 1일 경기에서 후반전에 교체 출전하며 두번째 국가대표팀 경기에 출전하였고, 팀은 2-2로 비겼다. 그 다음날, 크라머는 요아힘 뢰프에 의해 브라질에서 열릴 2014년 FIFA 월드컵의 23인 최종 엔트리에 발탁되었다. 2014년 FIFA 월드컵 결승전에서 선발 출장하였으나 전반 31분 에세키엘 가라이와 경합 도중 충돌로 안면을 가격당해 안드레 쉬를레와 교체되었지만 이것이 전화위복이 되었고, 결국 팀은 연장 후반에 마리오 괴체가 결승골을 기록하여 1-0으로 이기고 월드컵 4번째 우승을 차지하였다.

## 경력 통계
2014년 6월 1일 기준
| 클럽      | 클럽           | 클럽              | 리그 | 리그 | 컵       | 컵       | 합계 | 합계 |
| 시즌      | 클럽           | 리그              | 출장 | 골   | 출장     | 골       | 출장 | 골   |
| 독일      | 독일           | 독일              | 리그 | 리그 | DFB-포칼 | DFB-포칼 | 합계 | 합계 |
| --------- | -------------- | ----------------- | ---- | ---- | -------- | -------- | ---- | ---- |
| 2009–10   | 레버쿠젠 II    | 서부 레기오날리가 | 1    | 0    | —        | —        | 1    | 0    |
| 2010–11   | 레버쿠젠 II    | 서부 레기오날리가 | 26   | 0    | —        | —        | 26   | 0    |
| 2011–12   | 보훔           | 2. 분데스리가     | 32   | 1    | 3        | 0        | 35   | 1    |
| 2012–13   | 보훔           | 2. 분데스리가     | 29   | 3    | 3        | 0        | 32   | 3    |
| 2012–13   | 보훔 II        | 서부 레기오날리가 | 1    | 0    | —        | —        | 1    | 0    |
| 2013–14   | 묀헨글라트바흐 | 분데스리가        | 33   | 3    | 1        | 0        | 34   | 3    |
| 합계      | 독일           | 독일              | 122  | 7    | 7        | 0        | 129  | 7    |
| 경력 합계 | 경력 합계      | 경력 합계         | 122  | 7    | 7        | 0        | 129  | 7    |

## 수상
독일
- FIFA 월드컵 : 우승(2014)